# Rare Beauty
Rare Beauty est une marque de cosmétiques américaine lancée en septembre 2020 par la chanteuse Selena Gomez.

## Historique
Après deux ans de préparation, Selena Gomez lance sa marque de maquillage cruelty-free et vegan en septembre 2020. En France, la marque est commercialisée à partir de l'année suivante par l'enseigne Sephora.
Les revenus de Rare Beauty ont dépassé 500 millions de dollars en 2022, dont 70 millions générés par le blush emblématique de la marque, vendu à 3,1 millions d'exemplaires.
Rare Beauty se diversifie en lançant une gamme de soins pour le corps en 2023.

## Rare Impact Fund
Selena Gomez lance le Rare Impact Fund, une initiative ayant pour but de lever 100 millions de dollars en dix ans pour soutenir des associations liées à la santé mentale. Rare Beauty s'engage a y reverser 1 % de ses revenus.